# NHL Global Series

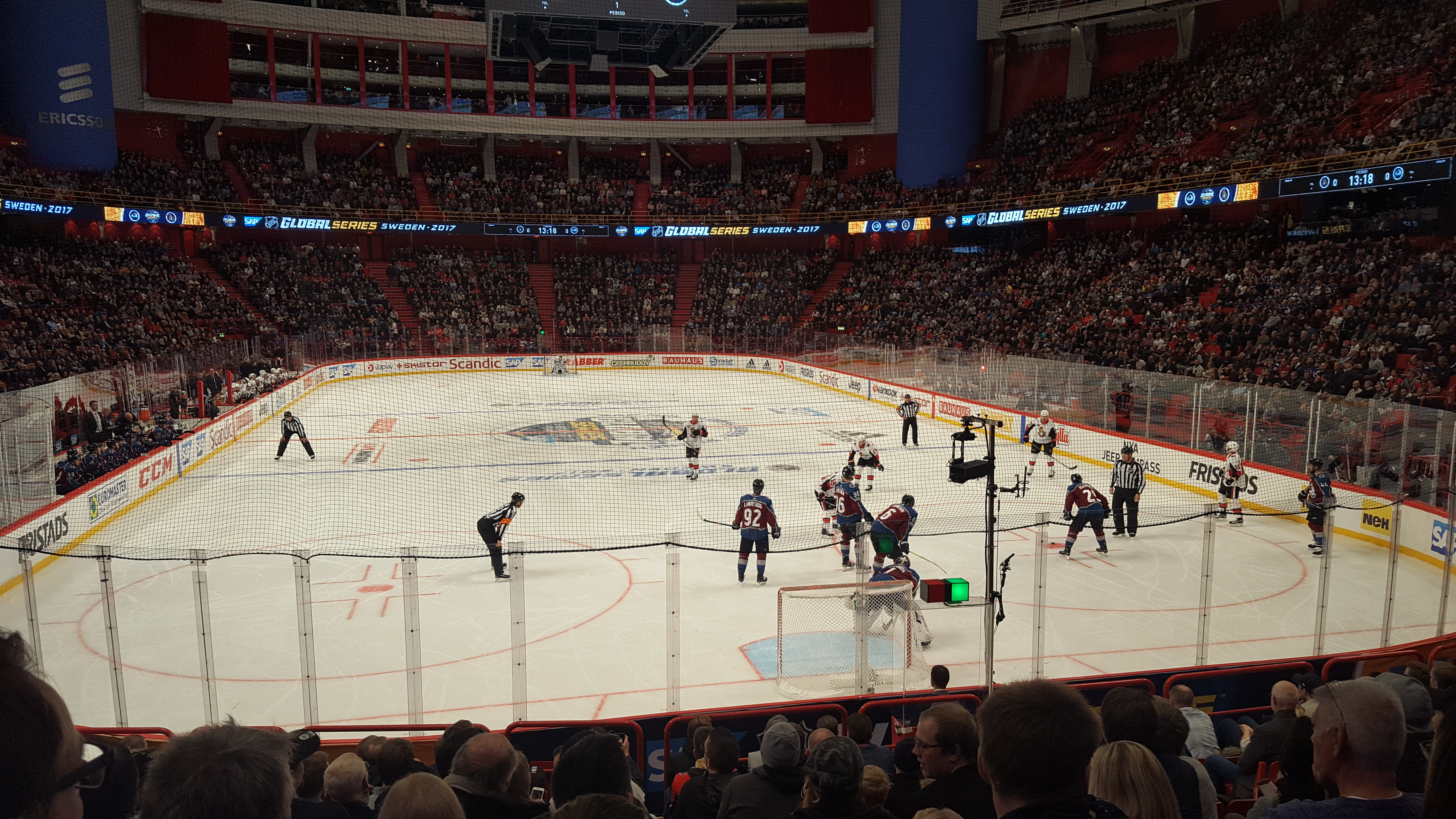
NHL Global Series 2017 när Colorado Avalanche mötte Ottawa Senators i Globen i Stockholm i Sverige den 10 november 2017.

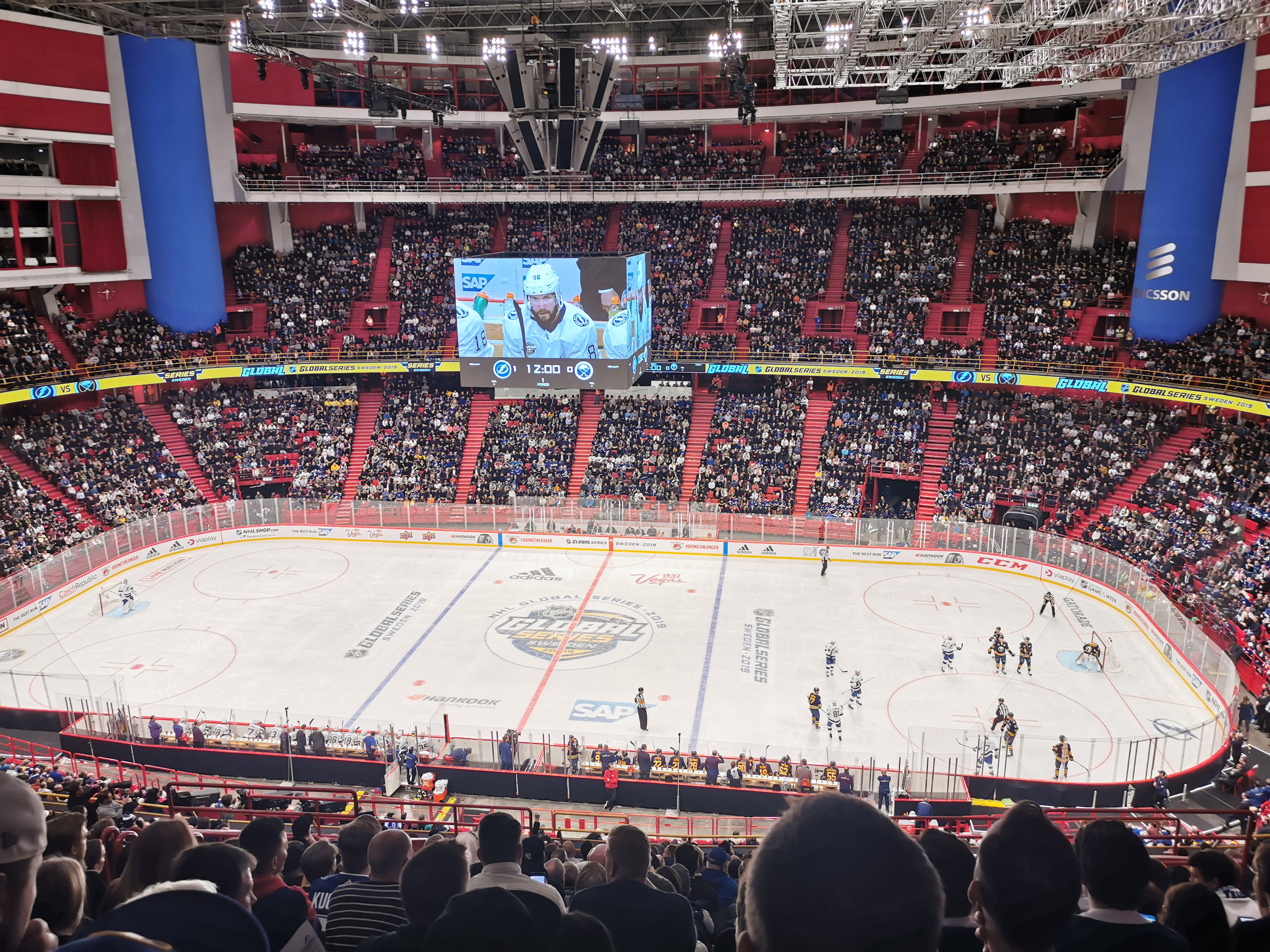
NHL Global Series 2019 när Buffalo Sabres mötte Tampa Bay Lightning i Globen i Stockholm i Sverige den 8 november 2019.

NHL Global Series är ett årligt återkommande sportarrangemang i National Hockey League (NHL) där grundspelsmatcher spelas utanför den nordamerikanska kontinenten och för tillfället enbart i Europa. Senast NHL var i Europa och spelade sådana matcher, var med konceptet NHL Premiere och som arrangerades mellan 2007 och 2011.

## Lista över matcher
| År   | Namn                                                | Antal                                   | Arenor och datum                                                                                            | Åskådare                                | Matcher och resultat |                                         |
| ---- | --------------------------------------------------- | --------------------------------------- | --- | --------------------------------------- | --- | --------------------------------------- |
| 2017 | SAP NHL Global Series 2017                          | 2                                       | Globen (10 november) Globen (11 november)                                                                   | 13 396 13 395                           | Colorado Avalanche 3–4 Ottawa Senators Ottawa Senators 4–3 Colorado Avalanche                                                                                             | [ 3 ] [ 4 ]                             |
| 2018 | NHL Global Series 2018                              | 3                                       | Scandinavium (6 oktober) Hartwall Arena (1 november) Hartwall Arena (2 november)                            | 12 044 13 490                           | New Jersey Devils 5–2 Edmonton Oilers Florida Panthers 2–4 Winnipeg Jets Winnipeg Jets 2–4 Florida Panthers                                                               | [ 5 ] [ 6 ] [ 7 ]                       |
| 2019 | NHL Global Series 2019                              | 3                                       | O2 Arena (4 oktober) Globen (8 november) Globen (9 november)                                                | 17 463 13 230 13 339                    | Philadelphia Flyers 4–3 Chicago Blackhawks Buffalo Sabres 2–3 Tampa Bay Lightning Tampa Bay Lightning 5–3 Buffalo Sabres                                                  | [ 8 ] [ 9 ] [ 10 ]                      |
| 2020 | Inställt på grund av covid-19-pandemin.             | Inställt på grund av covid-19-pandemin. | Inställt på grund av covid-19-pandemin.                                                                     | Inställt på grund av covid-19-pandemin. | Inställt på grund av covid-19-pandemin. | Inställt på grund av covid-19-pandemin. |
| 2021 | Inställt på grund av covid-19-pandemin.             | Inställt på grund av covid-19-pandemin. | Inställt på grund av covid-19-pandemin.                                                                     | Inställt på grund av covid-19-pandemin. | Inställt på grund av covid-19-pandemin. | Inställt på grund av covid-19-pandemin. |
| 2022 | NHL Global Series 2022                              | 4                                       | O2 Arena (7 oktober) O2 Arena (8 oktober) Nokia Arena (4 november) Nokia Arena (5 november)                 | 16 648 17 023 12 882 12 897             | Nashville Predators 4–1 San Jose Sharks San Jose Sharks 2–3 Nashville Predators Colorado Avalanche 6–3 Columbus Blue Jackets Columbus Blue Jackets 1–5 Colorado Avalanche | [ 13 ] [ 14 ] [ 15 ] [ 16 ]             |
| 2023 | NHL Global Series Sweden presented by Fastenal 2023 | 4                                       | Avicii Arena (16 november) Avicii Arena (17 november) Avicii Arena (18 november) Avicii Arena (19 november) | 12 487 13 510 13 213 13 356             | Ottawa Senators 5–4 Detroit Red Wings Detroit Red Wings 2–3 Toronto Maple Leafs Ottawa Senators 2–1 Minnesota Wild Minnesota Wild 3–4 Toronto Maple Leafs                 | [ 17 ] [ 18 ] [ 19 ] [ 20 ]             |
| 2024 | NHL Global Series presented by Fastenal 2024        | 4                                       | O2 Arena (4 oktober) O2 Arena (5 oktober) Nokia Arena (1 november) Nokia Arena (2 november)                 | 16 913 16 722 12 786 12 807             | Buffalo Sabres 1–4 New Jersey Devils New Jersey Devils 3–1 Buffalo Sabres Dallas Stars 4–6 Florida Panthers Florida Panthers 4–2 Dallas Stars                             | [ 21 ] [ 22 ] [ 23 ] [ 24 ]             |
| 2025 | NHL Global Series Sweden presented by Fastenal 2025 | 2                                       | Avicii Arena (14 november) Avicii Arena (16 november)                                                       |                                         | Pittsburgh Penguins X–X Nashville Predators Nashville Predators X–X Pittsburgh Penguins                                                                                   | [ 25 ]                                  |